# Ecce Homo (Rubens)
Ecce Homo ou Cristo Vestindo a Coroa de Espinhos é uma pintura a óleo sobre painel de carvalho do tema Ecce Homo de Peter Paul Rubens, executada c. 1612, atualmente no Museu Hermitage, em São Petersburgo. O Hermitage também abriga um estudo de óleo para sua figura de Pilatos.
A pintura tem seu título das palavras latinas Ecce Homo, "Eis o Homem" ditas pelo Governador romano Pôncio Pilatos quando Jesus é desfilado diante de uma multidão enfurecida em Jerusalém antes de ser enviado para a Crucificação.